# Orden für die Wunderkinder
Orden für die Wunderkinder ist ein deutscher Fernsehfilm von 1963, in dem Rainer Erler die Ordensbesessenheit in der jungen Bundesrepublik karikierte.

## Handlung
Oberregierungsrat a. D. Ferdinand Ziegler genießt seinen Lebensabend im Seniorenstift. Als ihn eine Mitbewohnerin auf sein Bundesverdienstkreuz anspricht, erzählt er ihr seine merkwürdige Karriere. Mit 60 Jahren aus der Haft entlassen, kann er in seinem angestammten Beruf als Heiratsschwindler nicht mehr reüssieren. Doch er macht sich die Sehnsucht der im Wirtschaftswunder zu Reichtum und Ansehen gekommenen Mitbürger nach Orden zunutze. Ziegler beschafft sich falsche Stempel, Papiere und Urkunden, eröffnet als angeblicher Oberregierungsrat ein geheimes Konto und informiert zahlreiche Profiteure des Wirtschaftswunders darüber, dass ihnen „aufgrund Ihres selbstlosen Wirkens für Volk und Staat das Verdienstkreuz 1. Klasse verliehen worden ist“. Der im gleichen Schreiben erbetene Unkostenbeitrag von 750 DM für die Verleihungsfeierlichkeit ermöglicht Ziegler ein komfortables Leben. Ziegler etabliert sich in der Ministerialbürokratie, und als er letztlich doch auffliegt, ernennt man ihn zur Vermeidung des Skandals nicht nur zum echten Oberregierungsrat (unter sofortiger Pensionierung), sondern bestätigt auch seine sämtlichen Ordensverleihungen.

## Kritik
„Amüsante Parodie auf die Eitelkeit der Wohlstandsgesellschaft und die Engstirnigkeit der Bürokraten; streckenweise allzu überdreht, regt der Film dennoch zum Nachdenken an.“

## Auszeichnungen
- Goldene Nymphe für die beste Regie beim Internationalen Fernseh-Festival in Monte Carlo 1964
- Prix Italia, Genua 1964
- Erster Preis: MIFED-Anica, Mailand 1994